# Insenatura di Wright
L'insenatura di Wright (in inglese Wright Inlet) è un'insenatura ricoperta di ghiaccio, situata nella costa di Lassiter, nella parte sud-orientale della Terra di Palmer, in Antartide, che si estende in particolare da capo Little a capo Wheeler.
All'interno dell'insenatura o comunque delle cale situate sulla sua costa, si gettano diversi ghiacciai, tra cui il Joughin, lo Swann e il Waverly.

## Storia
L'insenatura di Wright fu fotografata dapprima durante una ricognizione aerea svolta nel dicembre 1940 da alcuni membri del Programma Antartico degli Stati Uniti d'America e poi ancora nel 1947 nel corso della Spedizione antartica di ricerca Ronne, 1947-48, comandata da Finn Rønne. Proprio quest'ultimo la battezzò così in onore di John K. Wright, direttore dell'American Geographical Society, come ringraziamento per il supporto dato alla sopraccitata spedizione.